# Lego Batman 2: DC Super Heroes
Lego Batman 2: DC Super Heroes  é um jogo eletrônico de ação-aventura para video game, baseado no sistema Lego e lançado em 2012. Desenvolvido pela Traveller's Tales, para PlayStation 3, PlayStation Vita, 3DS, Wii, Wii U, DS, Xbox 360 e Windows. O jogo é a sequencia de Lego Batman: The Videogame. O jogo também foi o primeiro na série Traveller's Tales da Lego a conter diálogos. O jogo foi lançado na América do Norte em 19 de junho de 2012.
A versão do jogo para Mac OS X, foi publicado pela Feral Interactive, em 6 de setembro de 2012.

## Enredo
No teatro de Gotham City, o Prêmio de "Homem do Ano" está sendo apresentado para  Bruce Wayne com Lex Luthor sendo vice-campeão. Tudo vai bem até que um grupo de vilões (Pinguim, Charada, Arlequina, Duas-Caras e, principalmente, o Coringa) apareceram. Bruce Wayne sai e põe a roupa do Batman, enquanto os vilões roubam as pessoas presentes no teatro. Junto com Robin, Batman chega, enfrenta e derrota todos os vilões, mas o Coringa escapa. Após uma perseguição prolongada, Batman captura Coringa e ele é levado para o Asilo Arkham. Algum tempo depois, Lex Luthor chega ao asilo e quebra a jaula de Coringa, utilizando uma arma chamada "Deconstructor" que desconstrói inquebráveis peças pretas, e é alimentado apenas por um tipo de kryptonita que é inofensiva para o Superman. Em seguida, Coringa utiliza a arma para libertar todos os presos do asilo e Batman é chamado para prender os vilões novamente. Depois de capturar todos os vilões no labirinto do Asilo, ele descobre peças pretas desconstruídas pela arma de Luthor.
Depois de impedir um arrombamento na Ace Chemicals, Batman e Robin buscam pistas sobre o que o Coringa pretende fazer. Depois de uma explosão começar a destruir a fábrica, a dupla dinâmica é resgatada por Superman. Batman então descobre que Coringa roubou alguns produtos químicos da fábrica que, embora não sejam perigosos, só podem ser combinados para formar uma Kryptonita sintética. Perfurando a segurança para o computador de bolso do Batmóvel, Batman e Robin pegaram até o comboio de Lex Luthor e se infiltram nele. Depois de uma breve escaramuça, Batman é jogado para fora do comboio enorme e entra no Batmóvel. Infelizmente, Coringa terminou de fabricar a Kryptonita sintética e usa ela como munição para o Desconstrutor, que desconstrói o Batmóvel. De volta à Batcaverna, Batman está tentando descobrir o que Luthor pretende fazer, quando de repente eles são atacados por Lex Luthor e Coringa. Usando o Decontructor, eles destróem a Batcaverna. Sem saída, Batman relutantemente permite Robin chamar Superman para ajudá-los e eles escapam da caverna que entrou em colapso.
Batman e Superman vão atrás de Luthor, que está com Coringa em seu avião. Batman é jogado para fora depois de enfrentar Luthor e Superman o salva. Depois, se infiltram na sede da LexCorp, empresa de Luthor, localizada em Metropolis, e após várias batalhas, eles encontram Luthor, que enfraquece Superman com um pouco de Kryptonita ofensiva e prende Batman em uma parede. Mas tudo não passa de um plano, em que Superman e Batman trocaram de corpos. Então, Luthor revela um robô Coringa gigante e foge de volta para Gotham. Depois de tentar sabotar o robô a caminho de Gotham, Batman e Superman são jogados para fora quando Luthor põe muita Kryptonita na frente de Superman, que o enfraquece. Então, Batman percebe o plano de Luthor. Eles então utilizam gases especiais fabricados pelo Coringa, que incentiva os moradores de Gotham City a votar e amar Luthor. Em seguida, Batman e Superman atacam o robô novamente e forçam-no a falhar. Depois de danificá-lo mais, o Robô começa a soltar Kryptonita que formam um rosto do Coringa gigante, visto na Torre de Vigia pelo Caçador de Marte, que chama a Liga da Justiça. Percebendo que ele foi derrotado, Lex Luthor começa a destruir a Torre Wayne. A Liga da Justiça chega para ajudar Batman e Superman e com sucesso param e destróem o robô. Com Lex Luthor e Coringa capturados e levados à Arkham, Batman diz que é bom ter amigos, que ele pode chamar em momentos de necessidade. Todos eles, então, decidem reconstruir a Batcaverna. Em seguida,Lanterna Verde dispara um feixe de energia verde para o espaço onde ele chama alguns dos outros Lanternas Verdes para ajudar.Em um vislumbre de um novo jogo, Lego Batman 3: Beyond Gotham Brainiac é visto em sua nave assistindo uma tela com a energia do Lanterna Verde vindo da Terra enquanto pronunciava "Finalmente eu encontrei".
Ao acabar o Modo História, o jogador desbloqueia o Jogo Livre, aonde ele pode combater todos os vilões (inclusive alguns que não estavam presentes no modo história, como o General Zod e o Gavião Negro) que estão causando um cáos pela cidade.

## Elenco
- Laura Bailey - Arlequina, Hera Venenosa, Mulher Maravilha
- Troy Baker - Batman, Duas-Caras, Sinestro, Brainiac, Gavião Negro
- Joseph Balderrama - assassino Traça
- Brian Bloom - Aquaman, Cyborg
- Steven Blum - Ra al Ghul,  Pinguim,  Bane, Alfred Pennyworth, Capitão Frio
- Clancy Brown - Lex Luthor
- Cam Clarke - Lanterna Verde, Marciano,  Asa Noturna
- Townsend Coleman - Sr. Frio,  Chapeleiro Maluco,  Comissário Gordon, General Zod
- Bridget Hoffman - Lois Lane,  Supergirl
- Nolan North -  Espantalho, Capitão Bumerangue, Silêncio
- Rob Paulsen - Charada
- Charlie Schlatter -  Robin,  Flash, Damian Wayne
- Christopher Corey Smith -  Coringa
- Fred Tatasciore - Cara-de-Barro,  Crocodilo , Homem-morcego, Manta Negra, Adão Negro
- Anna Vocino - Vicki Vale,  Katana
- Katherine Von Até - Catwoman Batcomputer,
- Kari Wahlgren - Mulher-Gavião,  Caçadora, Canário Negro,  Batgirl, Zatanna
- Travis Willingham - Superman, Bizarro, Gorila Grodd, Shazam

## Recepção
O jogo foi bem recebido, com os críticos elogiando sua jogabilidade refinada, história e dublagem, apesar de ter sido criticado por alguns problemas menores e esporádica técnicas. Gameinformer deu-lhe um 8,25. O jogo tem um 80 no Metacritic para a versão Xbox 360 e 81 para a versão PS3  Andrew Laughlin, da Digital Spy informou que Lego Batman 2: DC Super Heroes foi o melhor jogo de Lego ainda, admirando novos recursos do jogo e história original.

## Sequência
No dia 27 de maio de 2014, a WB Games anunciou a sequência do jogo, Lego Batman 3: Beyond Gotham. Este jogo será lançado no final de 2014 para o PlayStation 4, PlayStation 3, PlayStation Vita, 3DS, Wii U, Xbox One, Xbox 360, Windows, Mac OS X e para o iOS. Sua história focará no espaço (para a ocasião, Batman usa um traje espacial) e na batalha dos heróis contra o vilão Brainiac, conforme demonstrado na cena final do jogo anterior. O jogo também será produzido pela Traveller's Tales e contará com 150 personagens e mundo aberto.